# Exemestane
Exemestane (nella fase sperimentale conosciuto anche con la sigla FCE 24304) è un farmaco inibitore della aromatasi, utilizzato nel trattamento del carcinoma della mammella. Alcuni tipi di cancro mammario sono ormono-dipendenti, cioè richiedono la presenza di estrogeni per accrescersi e presentano sulla superficie delle cellule neoplastiche specifici recettori per gli estrogeni (ER - Estrogen Receptor). L'aromatasi è l'enzima che porta alla sintesi di estrogeni, gli ormoni sessuali femminili, a partire dagli androgeni rendendo aromatico (da cui il nome) l'anello "A" del nucleo steroideo. L'exemestane, come altri inibitori dell'aromatasi, inibisce quindi l'enzima chiave per la sintesi degli estrogeni.
In Italia il farmaco è venduto dalla società farmaceutica Pfizer con il nome commerciale di Aromasin, nella formulazione farmaceutica di compresse rivestite contenenti 25 mg di principio attivo.

## Farmacodinamica
Exemestane è un inibitore steroideo irreversibile dell'aromatasi, strutturalmente correlato all'ormone androstenedione. Nelle donne in post-menopausa, gli estrogeni derivano in gran parte dalla conversione degli androgeni in estrogeni grazie all'enzima aromatasi presente nei tessuti periferici. La somministrazione orale di exemestane riduce drasticamente le concentrazioni sieriche di estrogeni già a partire da una dose da 5 mg. La soppressione massima (>90%) è raggiunta con un dosaggio di 25 mg.

Il farmaco non ha effetti sulla biosintesi surrenalica del cortisolo o dell'aldosterone, misurata prima o dopo lo stimolo con ACTH. Per tale motivo in corso di trattamento non è necessario attuare alcuna terapia sostitutiva con glucocorticoidi o mineralcorticoidi.
Exemestane agisce come un falso substrato per l'enzima aromatasi e viene trasformato in una sostanza intermedia che blocca irreversibilmente il sito attivo dell'enzima causandone l'inattivazione: questo meccanismo è noto anche con il nome di inibizione suicida. In altre parole exemestane, essendo strutturalmente simile al target (substrato) degli enzimi, si salda irreversibilmente a tali enzimi, impedendone in questo modo di espletare la loro azione, cioè la conversione degli androgeni in estrogeni.

## Farmacocinetica
Dopo somministrazione orale il farmaco viene rapidamente assorbito dal tratto gastrointestinale. Non è nota la biodisponibilità assoluta nell'uomo. Si ritiene che l'exemestane subisca un importante effetto di primo passaggio. Dopo una dose singola di 25 mg nel giro di 2 ore si raggiungono livelli plasmatici massimi (Cmax) di 18 ng/mL. L'assunzione del farmaco con cibo ne aumenta la biodisponibilità. L'emivita di eliminazione è di 24 ore. Il farmaco si lega alle proteine plasmatiche al 90%.

## Usi clinici
Exemestane è utilizzato nel trattamento adiuvante delle donne in post-menopausa con carcinoma mammario invasivo in fase iniziale e che presentino recettori estrogenici positivi. È necessario che il trattamento con exemestane sia preceduto da terapia adiuvante con tamoxifene per 2 o 3 anni.
Il farmaco è indicato anche nel trattamento del carcinoma mammario in fase avanzata in donne in post-menopausa, nelle quali la malattia è progredita dopo trattamento con terapia anti-estrogenica. Il farmaco è inefficace nelle pazienti con carcinomi che non presentino il recettore estrogenico.
Ne è stato proposto l'uso in prevenzione primaria nelle donne in post-menopausa.
In uno studio multicentrico e randomizzato in doppio cieco exemestane al dosaggio di 25 mg al giorno per 2–3 anni come terapia adiuvante sembra essere più efficace di 5 anni di terapia adiuvante continua con tamoxifene nel trattamento delle donne in postmenopausa con carcinoma mammario in fase precoce e positività dei recettori per gli estrogeni o con recettori per estrogeni non noti. Questo studio è stato condotto su 4724 pazienti e ha dimostrato che il trattamento sequenziale tamoxifene-exemestane è associato a un miglioramento della sopravvivenza libera da malattia clinicamente e statisticamente significativo comparato al proseguimento della terapia con tamoxifene. Exemestane al dosaggio di 25 mg/die è anche efficace nel trattamento adiuvante primario del cancro al seno in fase precoce nelle donne in postmenopausa.

## Effetti collaterali ed indesiderati
In corso di trattamento si possono verificare anoressia, insonnia, depressione, capogiro, cefalea, nausea, vomito, diarrea o costipazione, vampate di calore, mialgie ed artralgie, edemi periferici e rash cutanei.

## Controindicazioni
Il farmaco è controindicato nei soggetti con ipersensibilità nota al principio attivo oppure ad uno qualsiasi degli eccipienti della formulazione farmaceutica.
Inoltre non deve essere assunto dalle donne in pre-menopausa, da quelle in stato di gravidanza o da coloro che allattano al seno.

## Dosi terapeutiche
Il dosaggio raccomandato di exemestane è di 25 mg al giorno, in monosomministrazione e preferibilmente dopo un pasto (il che ne aumenta la biodisponibilità).

Quando si trattano pazienti con carcinoma mammario in fase iniziale, è opportuno che il trattamento prosegua fino al completamento di una terapia ormonale adiuvante combinata sequenziale (tamoxifene seguito da exemestane) di cinque anni.
Nelle pazienti con carcinoma mammario in fase avanzata, il trattamento deve continuare fino a quando si evidenzia la progressione del tumore.